# 폴크스파르크슈타디온
폴크스파르크슈타디온(Volksparkstadion)은 독일의 함부르크에 위치한 경기장이다. 이 경기장은 함부르크 SV의 홈구장이며 2006년 FIFA 월드컵의 12개 경기장 가운데 하나로, 조별리그 경기 네 경기와 8강전 한 경기를 치렀다. 이 경기장은 2001년까지 폴크스파르크슈타디온으로 알려져 있었고, AOL 타임 워너가 2007년까지 경기장 이름 사용권을 획득했을 당시에는 AOL 아레나(AOL Arena)라는 이름이었다. 비슷한 이유로 2007년부터 2010년까지는 HSH 노르트방크 아레나(HSH Nordbank Arena)로, 2010년부터는 임테흐 아레나(Imtech Arena)로 불렸다가 2015-16 시즌부터 다시 폴크스파르크슈타디온으로 명칭이 바뀌었다.

## 역사
함부르크 SV는 현재 경기장을 사용하고 있지만, 경기장의 설립 및 기원과는 아무런 관련이 없다. 함부르크가 현재의 지역으로 옮겨오기 전에는 로덴바움 스포츠플라자를 홈구장으로 사용하였다. 바렌펠더 슈타디온(Bahrenfelder Stadion)이 이 지역에 있었던 최초의 경기장이었다. 1925년 9월 13일에 함부르크 SV와 FC 알토나 93과의 경기가 이 경기장에서 열린 첫 경기였다. 25,000명의 관중이 들어온 경기에서 함부르크는 2-3으로 패하였다. 이 당시에 이 경기장은 알토나어 슈타디온으로도 알려졌지만, FC 알토나 93의 홈구장은 아니었다.
오랫동안의 휴식 끝에 경기장은 재보수되었다. 1951년부터 1953년까지 재건축되었다. 1953년 7월 12일에 경기장은 폴크스파르크슈타디온이라는 새이름으로 개장하였다. 건설에 쓰인 대부분의 재료는 2차 세계 대전 중에 전략 폭격의 대상이 되었던 함부르크의 에임스뷔텔 지역의 잔해였다. 새 경기장은 75,000명을 수용할 수 있었고, 도시의 다양한 스포츠 행사에 사용되었다.
1963년에 함부르크 SV는 새롭게 구성되는 분데스리가에 참가하게 되었고, 팀은 폴크스파르크슈타디온으로 홈구장을 이전하였다. 그 당시에 FC 알토나는 분데스리가에 참가하지 못하였고, 현재까지 분데스리가에 참가하지 못하고 있다.
1998년 5월에 함부르크는 인기없었던 폴크스파르크슈타디온을 새로운 이름으로 개장하기로 결정하였는데, 단지 FIFA 월드컵을 개최하는 것 뿐만 아니라, 오래된 시설로 인해 안전 기준에 맞추기 어려웠기 때문이기도 하다. 오래된 경기장은 완전히 무너뜨리고 새 경기장은 90도 회전시켜 관중석이 태양빛을 받을 수 있도록 하였다. 새 경기장의 견적액은 9천~1억 유로에 달하였다. 새 경기장은 축구 경기를 비롯하여 콘서트장의 역할도 하였다. 경기장의 수용인원은 클럽 경기일 경우 57,274명이고, 국제 경기가 있을 경우에는 북쪽의 관중석 부분을 좌석으로 바꾸어 51,500명의 인원을 수용할 수 있었다. 새 경기장은 트랙과 필드 시설을 없애 운동장과 관중석과의 거리를 좁혔다. 2000년에 독일과 그리스의 경기로 개장하였고, 독일이 2-0으로 승리하였다. 새 경기장에서 함부르크 SV는 평균 50,000명의 관중을 동원하고 있다. 2004년에는 함부르크의 역사를 기념하는 박물관이 개장하였다.
2001년에 AOL이 1,530만 유로에 폴크스파르크슈타디온의 명칭 사용권을 획득하여 2007년까지 사용하였다.
2007년 3월 29일에는 AOL이 연장계약을 하지 않음에 따라, HSH 노르트방크가 2,500만 유로에 AOL 아레나의 명칭 사용권을 사들였다. 2010년까지는 HSH 노르트방크 아레나라는 이름으로 사용되었다.

## 개최 대회

#### 1974년 FIFA 월드컵
1974년 FIFA 월드컵이 서독에서 열렸을 때 이 경기장은 개최지 가운데 하나였다. 베를린 올림픽 스타디움과 함께 조별리그 A조 경기가 열렸다. 이 중 세 경기가 폴크스파르크슈타디온에서 열렸다. 첫 번째 경기는 동독과 오스트레일리아와의 경기였고, 두 번째 경기는 서독과 오스트레일리아, 세 번째 경기는 서독과 동독과의 경기였다.

#### 유로 88
1988년의 유럽축구선수권대회가 서독에서 열렸다. 그 당시의 경기장은 61,200명의 관중을 수용하였다. 이 경기장에서 열린 유일한 경기는 준결승 경기로 개최국인 서독과 네덜란드와의 경기로 1-2로 서독이 패하였다.

#### 2006년 FIFA 월드컵
이 경기장은 2006년 FIFA 월드컵의 12개 개최지 가운데 하나였다. 스폰서 계약 문제로 월드컵 기간 동안 FIFA 월드컵 함부르크 경기장이란 이름으로 알려졌었다.

#### 2010년 UEFA 유로파리그
이 경기장은 UEFA에 의해 UEFA 유로파리그 2009-10의 결승전 경기장으로 선정되었다.

## 기록

### 1938년 FIFA 월드컵 유럽 지역 예선
| 날짜            | 팀 1 | 스코어 | 팀 2   | 라운드 |
| --------------- | ---- | ------ | ------ | ------ |
| 1937년 8월 29일 | 독일 | 5 - 0  | 스웨덴 | 1조    |

### 1974년 FIFA 월드컵
| 날짜            | 팀 1           | 스코어 | 팀 2           | 라운드 |
| --------------- | -------------- | ------ | -------------- | ------ |
| 1974년 6월 14일 | 동독           | 2 - 0  | 오스트레일리아 | 1조    |
| 1974년 6월 18일 | 오스트레일리아 | 0 - 3  | 서독           | 1조    |
| 1974년 6월 22일 | 동독           | 1 - 0  | 서독           | 1조    |

### 2002년 FIFA 월드컵 유럽 지역 예선
| 날짜           | 팀 1 | 스코어 | 팀 2   | 라운드 |
| -------------- | ---- | ------ | ------ | ------ |
| 2000년 9월 2일 | 독일 | 2 - 0  | 그리스 | 8조    |